# جاك باريت
جاك باريت (بالإنجليزية: Jack Barrett)‏ (1 يناير 1874 في المملكة المتحدة - 1 يناير 1934 في المملكة المتحدة) هو لاعب كرة قدم بريطاني (وحمل سابقاً جنسية المملكة المتحدة لبريطانيا العظمى وأيرلندا) في مركز حراسة المرمى. لعب مع نادي ساوثهامبتون.

## وصلات خارجية
- جاك باريت على موقع قاعدة بيانات كرة القدم.إي يو (الإنجليزية)